# Pleurotomella elusiva
Pleurotomella elusiva é uma espécie de gastrópode do gênero Pleurotomella, pertencente a família Raphitomidae.